# Гинспарг, Пол
Пол Ги́нспарг (род. 1 января 1955) — физик, основатель архива электронных публикаций научных статей и их препринтов arXiv.org.

## Биография
Пол Ги́нспарг — выпускник Сайосетской школы (en) и Гарвардского университета. Получил степень PhD в Корнеллском университете за свою работу по физике частиц на тему «Аспекты симметрии в теории квантового поля» (англ. Aspects of Symmetry Behavior in Quantum Field Theory).
Будучи сотрудником Лос-Аламосской национальной лаборатории, Пол стал основателем архива электронных публикаций научных статей и их препринтов arXiv.org, написав и разместив в августе 1991 года «на своем рабочем компьютере несложную программу»,  архивирующую «полученные по электронной почте препринты» и открывающую «доступ к ним для всех желающих».